# Glory Ogbonna
Glory Akumbu Ogbonna (* 25. Dezember 1998 in Abia) ist eine nigerianische Fußballspielerin.

## Karriere

### Klub
In ihrer Jugend spielte sie für die Edo Queens und ging hier im Jahr 2019 auch in die erste Mannschaft über. Mitte Juni 2021 kündigte der schwedische Klub Umeå IK an, dass er sie bis zum Ende der Saison 2022 unter Vertrag genommen hat. Anfang 2022 zog sie dann aber weiter nach Spanien, wo sie bis zum Sommer nun für den Santa Teresa CD spielte. Danach unterschrieb sie nun in der Türkei bei ALG Spor. Seit Februar 2023 spielt sie nun für Beşiktaş.

### Nationalmannschaft
Mit der U20 war sie bei der Weltmeisterschaft 2016 sowie der Weltmeisterschaft 2018 vertreten.
Ihren ersten bekannten Einsatz für die nigerianische A-Nationalmannschaft bestritt sie dann im Januar 2019 beim Vier-Nationen-Turnier in China 2019. Nach dem Zypern-Cup 2019 und weiteren Freundschaftsspielen war sie dann auch im Kader ihrer Mannschaft beim Afrika-Cup 2022, wo sie im letzten Gruppenspiel auch einmal eingewechselt wurde.
Am 16. Juni 2023 wurde sie für den nigerianischen Kader bei der Weltmeisterschaft 2023 nominiert, kam in einem der vier Spiele ihres Teams zum Einsatz und schied mit der Mannschaft im Achtelfinale gegen die Engländerinnen aus.